# Mussende
Mussende és un municipi de la província de Kwanza-Sud. Té una extensió de 9.548 km² i 76.284 habitants. Comprèn les comunes de São Lucas i Quienha. Limita al nord amb la província de Malange, al sud amb la Província de Bié, i a l'est amb el municipi de Quibala.

## Personatges
- Benedito Roberto, bisbe de Malanje.